# Adela Zamudio Rivero
Adela Zamudio Rivero (1854-1928, Cochabamba, Bolívia) fou una escriptora, poeta, pintora i professora; escrivia amb el pseudònim Soledad i va ser una de les pioneres en la lluita contra les discriminacions de les dones a Bolívia.
Va estudiar a l'escola catòlica San Alberto a la seva ciutat natal, però només va cursar fins a tercer de primària ja que en aquells temps era la màxima educació que s'oferia a les dones durant el govern del president Mariano Melgarejo. Amb tot, Adela va continuar instruint-se a través de la lectura. Va dirigir la primera escola laica del país i va fundar el 1911 la primera escola de pintura per a dones.

## Carrera literària
Adela va formar part de l'anomenat modernisme literari llatinoamericà, un moviment d'alliberament i renovació estètica que no incorporava l'alliberament de la dona en els seus postulats. Però l'escriptora va decidir allunyar-se dels cànons establerts. Mantindrà un distanciament respecte a l'estètica imperant i fomentant el seu compromís vers la societat i la política boliviana del moment.

## Obra
En el seu treball poètic va denunciar en nombroses ocasions la manca d'igualtat entre dones i homes en la societat de Bolívia, i reivindicava l'emancipació de les dones i els seus drets de participació política. Així, ens trobem el seu poema “Nacer hombre”, un dels seus poemes més difosos, en què qüestiona que les dones no puguin votar:
Nacer hombre:
Una mujer superior
En elecciones no vota,
Y vota el pillo peor;
(Permitidme que me asombre)
Con sólo saber firmar
Puede votar un idiota,
Porque es hombre.
Altres de les seves poesies mes conegudes son La ciega i Cuando estés con una mujer que van servir d'inspiració per a les dones que fossin capaces de desafiar les regles del joc de l'època. Fragments més significatius:
La ciega
¡Ay! No gimas, señora
por un ignorado bien
y mientras el mundo llora
busca en tu alma soñadora
lo que tus ojos no ven.
Cuando estés con una mujer
Cuando estés con una mujer.
Hazle el amor, no sólo tengas sexo.
Dile que la amas, que estás loco por ella.
No sólo la beses y entres de lleno.
Besa su cuerpo entero,
recorriendo sus rincones.
Reconoce con tus labios lo que la ropa
no deja ver.

### Obres destacades
- Ensayos poéticos (1887)
- Noche de fiesta (1901)
- El velo de la Purísima (1901)
- Íntimas (1913)
- Peregrinando (1913)
- Ráfagas (1943)
- Cuentos breves (recull del 1943)

El moviment de dones de Bolívia ha decidit reconèixer la tasca d'Adela i el seu paper com a precursora i defensora dels drets de totes les dones; per això el dia de les dones és el dia del seu naixement, l'onze d'octubre.